# Gisela von Bruchhausen

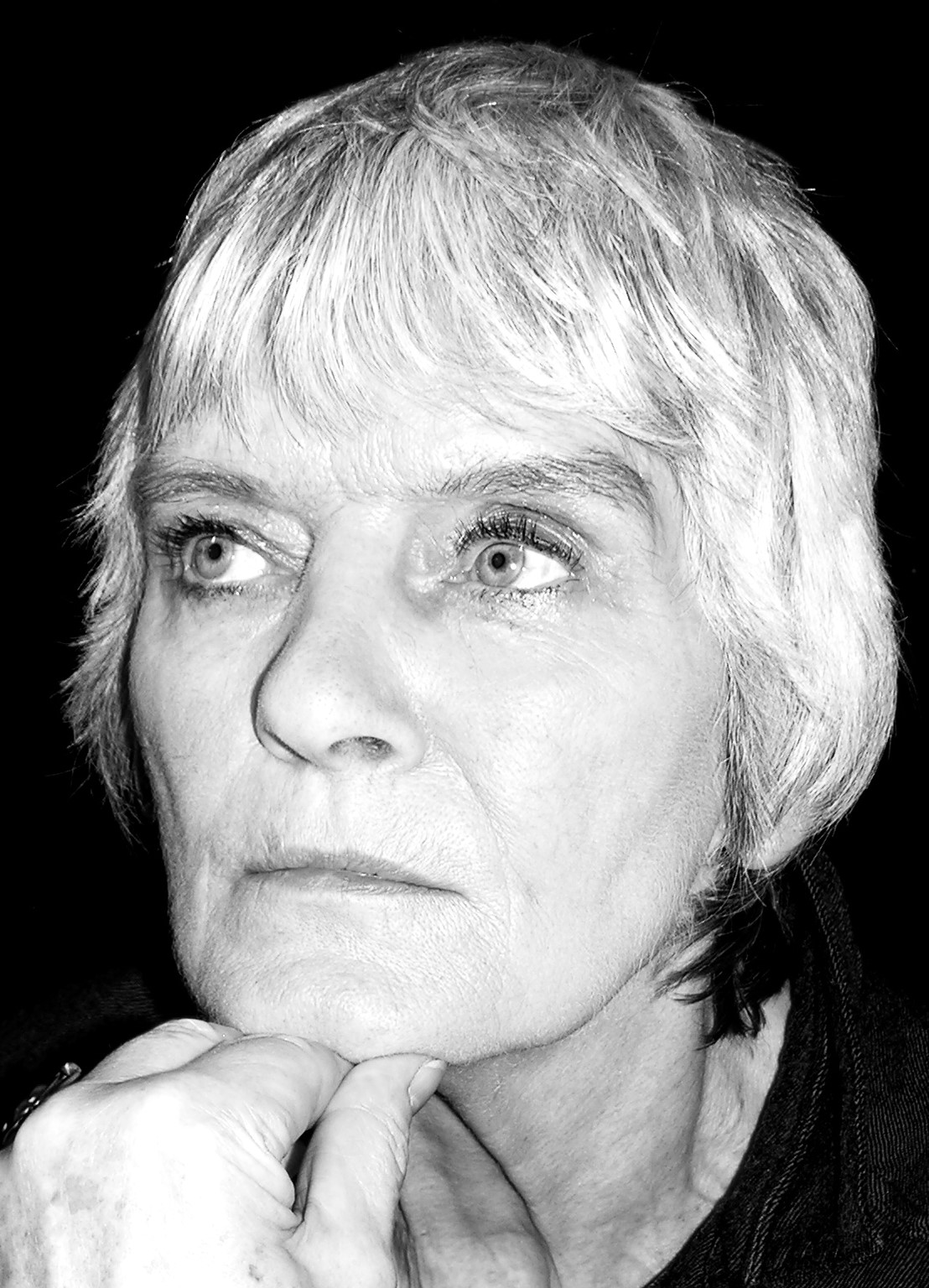
Gisela von Bruchhausen, 2002

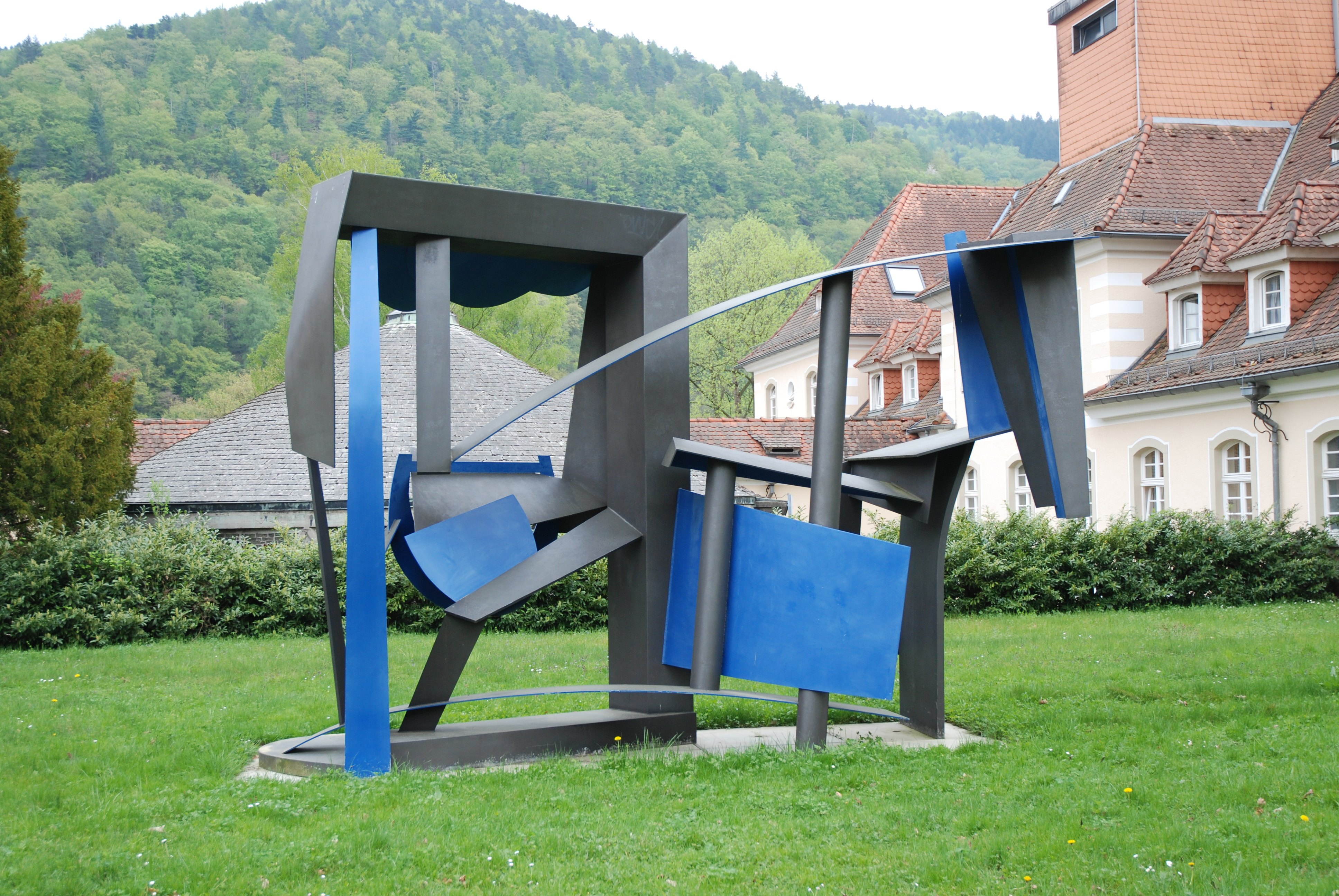
Das Fenster im Freien, Heidelberg

Gisela von Bruchhausen (* 1940 in Berlin) ist eine Bildende Künstlerin.

## Biografie
Gisela von Buchhausen studierte von 1978 bis 1984 Bildhauerei an der Hochschule der Künste Berlin bei Phillip King, David Evison und Robert Kudielka. 1982 war sie Gründungsmitglied der Gruppe ODIOUS (u. a. mit Klaus Duschat, Klaus H. Hartmann, Hartmut Stielow, David Lee Thompson, und Gustav Reinhardt). Über Jahre hinweg führte die Gruppe ein gemeinsames Atelier. Die Mitglieder stellten gemeinsam oder einzeln aus.
1984 wurde sie Meisterschülerin bei David Evison. 1987 war sie Assistentin bei Anthony Caro im Workshop Stahl '87, Bildhauerwerkstatt Berlin. 1989 bis 1990 hatte sie einen Lehrauftrag an der Hochschule der Künste Berlin. Seit 1991 ist von Bruchhausen Mitglied im Deutschen Künstlerbund.
Von Bruchhausen lebt und arbeitet in Berlin und Werder (Havel).
Sie fertigt Skulpturen, Reliefs und Collagen. Gekennzeichnet sind die Werke durch ihre abstrakten Formen und Verbindungen mit gebogenen, matt-lackierten Stahlplatten und Stahlstäben. Sie entwickeln eine starke räumliche Wirkung.

## Stipendien
1985 erhielt von Bruchhausen ein Stipendium der Cité Internationale des Arts Paris, 1986 ein Arbeitsstipendium des Senators für Kulturelle Angelegenheiten, Berlin, 1995 ein Arbeitsstipendium Stiftung Kulturfonds, 1999 ein Stipendium Künstlerhaus Lukas, in Ahrenshoop und 2001 ein Arbeitsstipendium der Stiftung Kunstfonds, Bonn.

## Einzelausstellungen
- 1986 Galerie In Fonte, Berlin (K)
- 1987 Off-Galerie, Berlin (mit Gisela Genthner – Malerei)
- 1988 Villa Oppenheim, Berlin (mit Andreas Lahusen – Malerei)
- 1989 Galerie im Kornhauskeller, Ulm
- Galerie Waszkowiak, Berlin
- 1991 Galerie In Fonte, Berlin
- 1992 Galerie Am Scheunenviertel, Berlin (mit Gabriele Gehrmann – Malerei)
- 1994 Galerie Heinz Teufel, Bad Münstereifel, Mahlberg (K) (mit Christian Roeckenschuss – Malerei)
- 1995 Galerie Waszkowiak, Berlin
- 1996 Forum Kunst, Rottweil
- 1997 Galerie Hartmann & Noé, Berlin
- 2001 Neue Reliefs und Skulpturen, Galerie Hartmann & Noé, Berlin
- 2003 Stahlreliefs und Collagen, ortart no. 3, Nürnberg
- 2004 Skulpturen – Schnitte – Collagen, charlier, Berlin
- 2006 Gisela von Bruchhausen – Stahlskulpturen, Galerie Wiechern, Hamburg (mit K.H.R. Sonderborg – Grafik)
- 2007 Gisela von Bruchhausen – Skulpturen und Loredana Nemes – Fotografie, Galerie Ruhnke, Potsdam
- 2010 Skulpturen – Wandarbeiten, Galerie Sacksofsky, Heidelberg (K)
- Skulpturen und Wandarbeiten, Tammen Galerie, Berlin (mit Friedrich Daniel Schlemme – Malerei)
- 2011 Gisela von Bruchhausen – Skulpturen, Galerie am Klostersee, Lehnin
- 2012 „SCHWARZWEISS“ – Galerie Wedding, Berlin – Kunst & Interkultur
- Georg-Kolbe-Museum Berlin – 30 Jahre ODIOUS

## Ausstellungsbeteiligungen und Symposien (Auswahl)
- 1981 bis 1995: Freie Berliner Kunstausstellung, Berlin
- 1982 und 1984: Große Kunstausstellung München, München Neue Gruppe
- 1985: 5. Bremer Freiskulpturenausstellung Bremen
- 1989: 4. Triennale Kleinplastik, Fellbach
- 1990: Teilnahme am Emma Lake Artist’s Workshop, Saskatchewan, Kanada
- 1991: 39. Jahresausstellung des Deutschen Künstlerbundes in Darmstadt[1]
- 2001: Bildhauersymposium Adliswil/Schweiz

## Werke in öffentlichen Sammlungen (Auswahl)

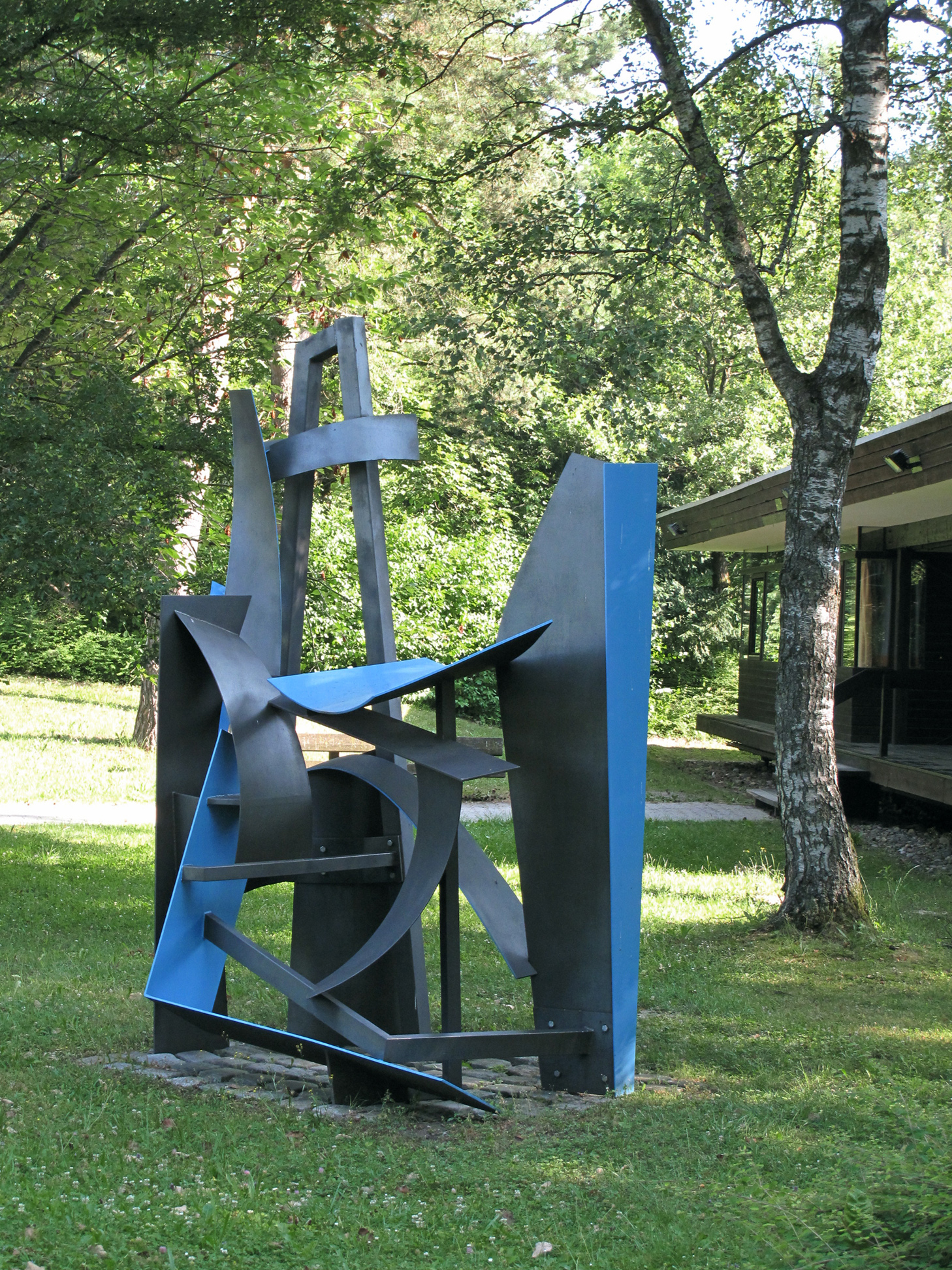
Sous le ciel, Kunstpfad Universität Ulm

- Museum Berlinische Galerie, Berlin
- Künstlerförderung, Senat Berlin
- Kunstverein Ludwigsburg
- Kunsthalle Mannheim
- Kernforschungszentrum Karlsruhe
- Saar-Toto Saarbrücken
- Philip Morris, München
- Kunstverein Pfaffenhofen/Ilm
- Forum Kunst, Rottweil

## Werke im öffentlichen Raum (Auswahl)
- Skulpturen im Schulzentrum Salzgitter, Speed, 1981
- Bremen, Kathedra, 1985
- Kunstverein Springhornhof Neuenkirchen, Be-Züge, 1985 – (mit der Gruppe ODIOUS)
- Kunstpfad Universität Ulm, Sous le ciel, 1989
- Skulpturenpark Heidelberg, Das Fenster im Freien, 1990